# Raven's Home (1.ª temporada)
A primeira temporada de Raven's Home estreou no dia 21 de julho de 2017 e terminou no dia 20 de outubro de 2017 com  13 episódios.

## Sinopse
Depois de tantos anos Raven Baxter e suas aventuras retornam, contudo em um novo contexto, mais amadurecida e mais atrapalhada do que nunca. 
Nesse momento a protagonista e a sua melhor amiga Chelsea são mães solteiras e respectivamente divorciadas. Sendo assim, elas decidem criar seus filhos todos juntos em um apartamento em Chicago. A Raven é mãe dos gêmeos Booker e Nia, fruto do seu casamento frustrado com Devon Carter, sua paixão da adolescência. Já a Chelsea é mãe de Levi, no qual o pai Garrett foi preso devido a um gigantesco calote, a deixando sozinha. 
A casa deles torna-se uma completa bagunça quando o Booker descobre que herdou as características psíquicas da mãe. Nota-se ao longo dos episódios que isso será o motivo de inúmeras confusões. Prepara-te para viver grandes e divertidas aventuras com a Raven, Booker e Nia, a vizinha Tess e para completar sua melhor amiga Chelsea e o filho Levi.
Na segunda temporada vem com a descoberta por parte da Raven e o Booker sobre o segredo que vinham escondendo um do outro. Além disso, a protagonista abre uma linha de roupas nomeada como Ravenous. Já na terceira temporada com mais aventura e diversão dessa turma, desta vez todos viajam para fora de Chicago e também reencontram Garrett pai de Levi.

## Produção
Oito anos após o fim da série original, começaram a existir rumores que a série poderia voltar ou que poderia vir a existir um spin-off de That's So Raven.
A 27 de outubro de 2016, foi anunciado que Raven-Symoné iria protagonizar e produzir um spin-off da série original e também que, Raven-Symoné iria deixar de ser uma das apresentadoras do The View para trabalhar em tempo integral na série. Em novembro de 2016, foi anunciado que Anneliese van der Pol iria também protagonizar de novo a Chelsea Daniels, no spin-off That's So Raven também como uma mãe divorciada, com um filho, Levi.
Em abril de 2017, a série foi oficialmente confirmada com o título de Raven's Home.
A 10 de outubro de 2017, o Disney Channel renovou a série para uma segunda temporada.

## Elenco

### Principal
- Raven-Symoné - Raven Baxter
- Issac Ryan Brown - Booker Baxter
- Navia Robinson - Nia Baxter
- Jason Maybaum - Levi Grayson
- Sky Katz - Tess O'Malley
- Anneliese van der Pol - Chelsea Daniels

### Recorrentes
- Jonathan McDaniel - Devon Carter
- Leslie David Baker - Diretor Wentworth
- Skyler Day - Paisley
- Anthony Alabi - Treinador Spitz

### Convidados
- Raven-Symoné - Liz Ania
- Anneliese van der Pol - Segurança de Liz Ania
- Bruno Amato - Sr. Jablonski
- Peggy Miley - Mãe do Sr. Jablonski
- Jordan Black - Carnie
- Lexi Underwood - Shannon
- Reginald Ballard como Bouncer
- Nina Millin - Brenda
- Philip Solomon - Jordan
- Cleo Berry - Lawrence
- Tristan DeVan - Wally
- Valerie Azlynn - Diane
- Nicolas Cantu - Travis
- Izzy Diaz - Sr. Alvarez
- Kimrie Lewis-Davis - La

## Episódios
| Temporada | Temporada | Episódios | Exibição original    | Exibição original     | Exibição em Portugal    | Exibição em Portugal | Exibição no Brasil    | Exibição no Brasil     |
| Temporada | Temporada | Episódios | Estreia de temporada | Final de temporada    | Estreia de temporada    | Final de temporada   | Estreia de temporada  | Final de temporada     |
| --------- | --------- | --------- | -------------------- | --------------------- | ----------------------- | -------------------- | --------------------- | ---------------------- |
|           | 1         | 13        | 21 de julho de 2017  | 20 de outubro de 2017 | 16 de fevereiro de 2018 | 23 de março de 2018  | 29 de outubro de 2017 | 17 de dezembro de 2017 |

### 1.ª Temporada (2017)
| #  | #  | Título | Dirigido por      | Escrito por                  | Estreias                                                            | Código de produção | Audiência (em milhões) |
| -- | -- | --- | ----------------- | ---------------------------- | ------------------------------------------------------------------- | ------------------ | ---------------------- |
| 1  | 1  | "A Raven Está de Volta! (PT) A Baxter Voltou! (BR)" "Baxter's Back!"                                                                  | Eric Dean Seaton  | Jed Elinoff Scott Thomas     | 21 de julho de 2017 16 de fevereiro de 2018 29 de outubro de 2017   | 101                | 3,50                   |
| 2  | 2  | "Um Grande Problema Num Pequeno Apartamento (PT) Um Grande Problema em um Pequeno Apartamento (BR)" "Big Trouble in Little Apartment" | Eric Dean Seaton  | Jed Elinoff Scott Thomas     | 28 de julho de 2017 16 de fevereiro de 2018 11 de novembro de 2017  | 103                | 1,66                   |
| 3  | 3  | "Os Baxters São Expulsos (PT) Os Baxters São Avisados (BR)" "The Baxters Get Bounced"                                                 | Eric Dean Seaton  | Meg DeLoatch                 | 4 de agosto de 2017 23 de fevereiro de 2018 12 de novembro de 2017  | 102                | 1,20                   |
| 4  | 4  | "O Portador de Notícias do Pai (PT) O Portador de Noticias do Papai (BR)" "The Bearer of Dad News"                                    | Victor Gonzalez   | Jim Martin                   | 11 de agosto de 2017 23 de fevereiro de 2018 18 de novembro de 2017 | 104                | 1,35                   |
| 5  | 5  | "Estás Tramada (PT) Você Vai Ter o que Merece (BR)" "You're Gonna Get It"                                                             | Victor Gonzalez   | Anthony C. Hill              | 18 de agosto de 2017 2 de março de 2018 19 de novembro de 2017      | 105                | 1,44                   |
| 6  | 6  | "Aventuras Fora de Casa (PT) Aventuras da Mamãe (BR)" "Adventures in Mommy-Sitting"                                                   | Shannon Flynn     | Jim Martin                   | 25 de agosto de 2017 2 de março de 2018 25 de novembro de 2017      | 107                | 1,25                   |
| 7  | 7  | "Menina do Baile (PT) A Dança dos Gêmeos (BR)" "Dancing Tween"                                                                        | Shannon Flynn     | Meg DeLoatch                 | 8 de setembro de 2017 9 de março de 2018 26 de novembro de 2017     | 108                | 1,37                   |
| 8  | 8  | "Contornar as Regras (PT) Vendendo Regras (BR)" "Vending the Rules"                                                                   | Bob Koherr        | Molly Haldeman Camilla Rubis | 15 de setembro de 2017 9 de março de 2018 2 de dezembro de 2017     | 109                | 1,48                   |
| 9  | 9  | "Invisão de Privacidade (PT) Visão de Privacidade (BR)" "In-Vision of Privacy"                                                        | Bob Koherr        | Danielle Calvert             | 22 de setembro de 2017 16 de março de 2018 3 de dezembro de 2017    | 111                | 1,26                   |
| 10 | 10 | "Medo de Palhaços (PT/BR)" "Fears of a Clown"                                                                                         | Victor Gonzalez   | Rick Williams                | 29 de setembro de 2017 16 de março de 2018 9 de dezembro de 2017    | 106                | 1,21                   |
| 11 | 11 | "O Baxtercismo de Levi Grayson (PT/BR)" "The Baxtercism of Levi Grayson"                                                              | Bob Koherr        | Charity L. Miller Eric Owusu | 6 de outubro de 2017 31 de outubro de 2018 10 de dezembro de 2017   | 110                | 1,28                   |
| 12 | 12 | "Mães de Sonho (PT) Dia de Agradecimento às Mães (BR)" "Dream Moms"                                                                   | Robbie Countryman | Jed Elinoff Scott Thomas     | 13 de outubro de 2017 23 de março de 2018 17 de dezembro de 2017    | 113                | 1,18                   |
| 13 | 13 | "O Melhor Para o Espetáculo (PT) O Melhor Do Show (BR)" "Vest In Show"                                                                | Robbie Countryman | Rick Williams                | 20 de outubro de 2017 23 de março de 2018 16 de dezembro de 2017    | 112                | 1,27                   |

## Elenco e Dobragem/Dublagem
| Ator/Atriz            | Personagem           | Dobragem          | Dublagem            |
| Principais            | Principais           | Principais        | Principais          |
| --------------------- | -------------------- | ----------------- | ------------------- |
| Raven-Symoné          | Raven Baxter         | Helena Montez     | Mariana Torres      |
| Issac Ryan Brown      | Booker Baxter Carter | Érica Rodrigues   | Rafael Mezadri      |
| Navia Robinson        | Nia Baxter Carter    | Bárbara Lourenço  | Gigi Patta          |
| Jason Maybaum         | Levi Daniels Grayson | Marta Mota        | Enzo Dannemann      |
| Sky Katz              | Tess                 | Inês Pereira      | Anna Giulia Chantre |
| Anneliese van der Pol | Chelsea Daniels      | Leonor Biscaia    | Flávia Saddy        |
| Recorrentes           |                      |                   |                     |
| Leslie David Baker    | Diretor Wentworth    | Guilherme Barroso | Ricardo Rossatto    |
| Jonathan McDaniel     | Devon Carter         | Pedro Leitão      | José Leonardo       |
| Skyler Day            | Paisley              | Sandra de Castro  | Silvia Goiabeira    |

### Créditos de Dobragem
| Créditos da Dobragem | Portugal                              |
| -------------------- | ------------------------------------- |
| Canção de Abertura   | It's Raven's Home por Elenco original |
| Tradução de Diálogos | Rafael Silva                          |
| Direção de Dobragem  | Rui de Sá                             |
| Estúdios             | SDI Media, S.A.                       |

### Créditos de Dublagem
| Créditos da Dublagem  | Brasil                                     |
| --------------------- | ------------------------------------------ |
| Tema de abertura      | It's Raven's Home por Elenco original      |
| Tradução dos Diálogos | Kiko Bertholini                            |
| Tradução Lírica       | Kiko Bertholini                            |
| Direção musical       | Nandu Valverde                             |
| Diretor Criativo      | Raúl Aldana                                |
| Direção de Dublagem   | Vagner Fagundes (SP) / Marisa Leal (RJ)    |
| Dublado nos Estúdios  | TV Group Digital (SP) / Visom Digital (RJ) |